# Redundanță (tehnică)
În tehnică, redundanța reprezintă o acțiune tehnică prin care se mărește siguranța în funcționarea sistemului prin asigurarea în construcția sistemului a unor elemente adjuvante, care vor lucra preluând funcțiunile în cazul defectării elementelor de bază. Instalarea de componente sau sisteme în paralel reprezintă consecința demersurilor de asigurare a redundanței, o metodă preventivă care în condițiile defectării unui component permite utilizarea imediată a unui component similar montat în paralel cu cel defect.